# Plantage Middenlaan 4a

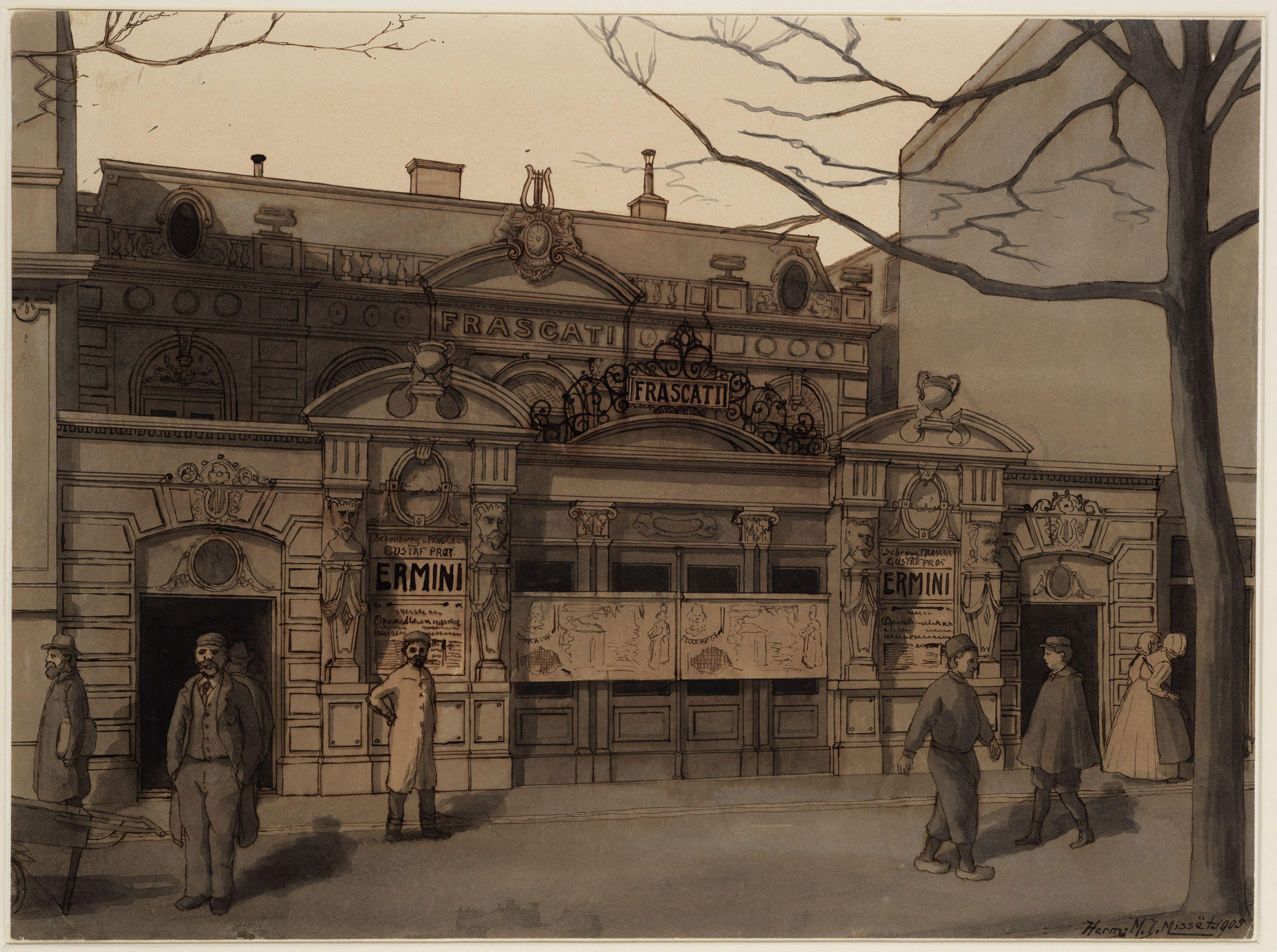
Plantage Middenlaan 4a te Amsterdam in 1905 door Herman Misset; theater nog op de achtergrond.

Plantage Middenlaan 4A te Amsterdam is een gebouw aan de Plantage Middenlaan in Amsterdam-Centrum.
Het gebouw werd neergezet in de Plantage; een gebied dat rond 1879 volop in ontwikkeling was. Gustave Prot van Theater Frascati aan de Nes wilde een nieuw theater en liet architect Dolf van Gendt een houten gebouw ontwerpen (het werd gebouwd als zomertheater), dat aan een brede laan werd neergezet. Het was ingeklemd tussen Café Bellevue en de stadse hoogbouw. Overigens was De Plantage destijds een uitgaansgebied met diverse theaters, denk bijvoorbeeld aan de latere Hollandse Schouwburg even verderop aan de laan en de Parkschouwburg, maar ook Artis. Er was kennelijk nog geen vaste rooilijn, want toen de laan verder ingericht werd, bleek dat het gebouw enigszins teruggetrokken was. Het theater kende een grote populariteit en het moest onder begeleiding van de architect steeds verder verbouwd worden, waarbij het hout langzaam plaats maakte voor steen en een ingang kreeg aan de straat. De rooilijn werd gelijkgetrokken met de omringende bebouwing.
Prot verkocht het gebouw in 1912. In 1926 werd het aangekocht door het echtpaar Jacques van Hoven en Rika Hopper, die het eenzelfde bestemming (theater) wilden geven. Bij de verbouwing moest er een nieuwe paalfundering komen. Het ontwerp daarvoor kwam van de architect Jan Boterenbrood en bouwkundig adviseur Jan Frederik Staal, nadat architect Jacob London was afgevallen. Nadat die fundering was opgeleverd kwam jonkvrouw Sophie van Riemsdijk op 15 juni 1927 de eerste steen troffelen. Onder de genodigden waren de architecten (bouwmeesters), acteurs Louis de Vries en Willem van der Veer, actrices Emma Morel en Amy Grothe-Twiss alsmede hoofd Kunstzaken te Amsterdam Jet van Dam van Isselt.  De actie werd op foto vastgelegd. Verwachte opening van het nieuwe theater was september 1927.
Eind september 1927 kon de pers inderdaad het nieuwe theater bekijken, waarbij geconstateerd werd dat het armoedige Frascati was omgetoverd tot een "eliteschouwburg". Er was binnenhuisarchitectuur van Boterenbrood, een tapijt en glas-in-lood van Gerard Vroom en wandschilderingen van Jaap Gidding. Andere zaken die opvielen waren de blauwstenen gevel, ornamenten in art decostijl, het meubilair van Firma Wels en Kroon, een schilderij door Lizzy Ansingh en een beeld van Georgine Schwartze.   Op 28 september 1927 vond de eerste voorstelling plaats: Het leven grijpt van Knut Hamsun. De inrichting van dat nieuwe theater werd opgenomen in het boekwerk over “Moderne Nederlandsche Gebouwen" van F.R. Yerbury (Dutch architecture in the 20th century, 1931). 
Het gebouw blijft dan tot in de late jaren zeventig ondanks interne verbouwingen ongewijzigd qua uiterlijk. Onder leiding van Theo Desmet volgt een grote verbouwing annex renovatie. Er wordt twee miljoen gulden voor uitgetrokken. Het kreeg toen vermoedelijk haar huidige uiterlijk.   Ook tijdens deze grote verbouwing bleef de strikte symmetrie gehandhaafd.
Door de jaren heen kende het gebouw een aantal gebruikers en namen. Op 22 maart 2005 werd het gebouw tot gemeentelijk monument verklaard.